# Паоло Веронезе
Паоло Каляри (Paolo Caliari или Cagliari), повече известен като Паоло Веронезе (на италиански: Paolo Veronese), по името на родния си  град Верона е венециански ренесансов художник и виден представител на Венецианската школа. Заедно с Тициан и Тинторето формират тройката велики художници на Късния Ренесанс във Венеция.
Учи живопис във Верона при Антонио Бадиле, който е привърженик на строгата консервативна местна традиция. Веронезе остава верен на нея дори след преместването си във Венеция през 1553 г. Стилът му е повлиян от Микеланджело, Рафаело и Джулио Романо.
За Веронезе религиозните сюжети са само претекст да изрази любовта си към изяществото и разкоша. Творбите му най-често представят платна на алегорична, библейска или историческа тема.

## Ранен период
През 1548 г. Веронезе се мести за кратко в Мантуа. Там създава стенописите за градската катедрала. През 1553 г. се установява във Венеция. Тогава той получава първата си от цяла поредица държавни поръчки, а именно украсата на залата на Съвета на десетте (Sala dei Consiglio dei Dieci).
В периода 1510 – 1540 г. художниците от Верона следват строг маниер, подчинен на традициите, рисувайки със симетричен обем, силни цветове, ярък контраст, а фигурите им остават доста условни. Паоло Веронезе комбинира това с маниеристични похвати, включително сложни композиционни проекти, в които влага изключителна грижа към детайлите и перспективата. Влиянието на Микеланджело личи в големите, силни и внушителни тела в драматични пози, които Веронезе създава. Достиженията му се илюстрират от творби като „Изкушението на св. Антоний“, направена за катедралата в Мантуа през 1552 г. и стенописите по тавана на Палацо Дукале във Венеция.
Портретът е артистичен жанр, който Паоло Веронезе обработва още в началото на своята кариера. Той рисува портрети, докато е във Верона. Тези от началото на 1560 г. са многобройни и представляват висока точка във венецианската портретна живопис.

## Зрял период

### Сан Себастиано
Първата фаза от зрелия период на Веронезе е около 1555 – 65 г., откогато са множеството платна за църквата "Сан Себастиано"  във Венеция. Характерни за тях са светлите нюанси, плоските повърхности на места и понякога доста рязката перспектива. Паоло Веронезе рисува редица важни работи в църквата "Сан Себастиано", на които постепенно придава така характерната за него сияйност. Почти цялата площ на наличното пространство вътре е покрито с картини. Украсени са дори незначителни части от нея. Веронезе обръща голямо внимание на декорацията на олтара. Той е обграден от изключително динамични (раздвижени и вълнуващи) сцени, сред които Мъчението на Св. Себастиано.

### Вила Барбаро
От този период са и декоративните фрески във Вила Барбаро в Мазер (градче в съвременната област Венето). Около 1560 – 1561 г. Даниеле Барбаро прави поръчка на Паоло Веронезе да украси новопостроената му вила, строена по проект на Андреа Паладио и е завършена през 1558 г. С творбите си Веронезе постига ефект на привидно разширяване на пространството й. 
Веронезе украсява голям брой зали със стенописи, които включват множество фигури изобразени чрез „tromp-l`oeil“ и други похвати на перспективата. Фреските от шестте стаи на къщата са оградени от декорирана рамка. Веронезе разделя стените на всички зали с мраморни коринтски колони и на места въвежда ниски парапети, зад които се виждат далечни красиви пейзажи. Има сведения, че колоните са били дело на неговия брат и помощник Бенедето Каляри. Пейзажите продължават и по тавана, където са изобразени митологични фигури върху лазурно синьо небе. 

Сцените са разнообразни. Техният подбор обединява хуманистичната култура с християнската духовност. Включени са и портрети на семейство Барбаро. От двете срани на вратата в Кръстовидната зала са изобразени свирещи музи. Те сякаш приканват и посрещат посетителя в залата. Връхната точка в украсата на вилата е таванът в стая Олимп с изображения на Сатурн, Юпитер, Марс, Аполон, Венера, Меркурий и Диана, седемте богове на небето, събрани около жена върху безглава змия. Сред тълкуванията се отличава Алегория на Божествената мъдрост. В ъглите са илюстрирани елементите огън, земя, вода и въздух, представени от фигурите на боговете Вулкан, Кибела, Нептун и Юнона. Изображението на Светото семейство е част от религиозната тематика във Вила Барбаро. То е тясно свързано с алегоричния таван над него, който символизира вечността на вярата.
- Вила Барбаро, изглед от Кръстовидната стая
- Вила Барбаро, тавана на стая Олимп
- Вила Барбаро, Светото семейство
- Вила Барбаро, пейзаж от стая Бако

### Сватбата в Кана
Великолепния си декоративен стил Веронезе демонстрира в поредица големи картини. Художникът използва истории от Евангелията, за да изобрази обилни пиршества. Пространството е изпълнено с грандиозни театрални архитектурни елементи и с реалистични изображения от социалния живот, макар и по-скоро от този на висшите класи на съвременната му Италия, а не на бедното юдейско население от времето на Исус Христос. Като цяло темата "пиршество" не е непозната за съвременния му зрител.
Сред тях е картината "Сватбата в Кана". Това огромно платно е изпълнено за трапезарията на манастира Сан Джорджо Маджоре във Венеция. С обща площ от 67 m² картината представя библейската сцена от Сватбата в Кана (Йоан 2, 1 – 11). Картината изобразява един въображаем дворец (който художникът си представя, че се е намирал в Канна Галилейска) с около 133 гости – портрети на известни личности от периода, и в частност дори на самия Веронезе и негови приятели. Облеклото на фигурите е цветно и пищно. Когато виното свършва по време на храненето, Христос превръща водата във вино по молба на своята майка Дева Мария.
Поради внушителните размери на платното, на Веронезе е поръчано да работи с най-добрите и скъпи сурови материали. Той работи 17 месеца на остров Сан Джорджо, докато завърши творбата си, вероятно с помощта на Бенедето Каляри.
"Сватбата в Кана" се превръща в една от основните забележителности на Венеция. Също така тя е обект на възхищение и използвана за пример за венецианското майсторство в живописта на XVIII век. През XIX век платното става част от плячката на Наполеон Бонапарт и е отнесено във Франция. През 1799 г. е преместено в Лувъра. Там картината е изследвана и копирана от поколения немски, френски и английски художници, посещавали музея.

### Христос в къщата на Левий (Тайната вечеря)
Сходно платно е направено и за трапезарията на базиликата "Сан Джовани е Паоло" , за да замени по-ранната творба на Тициан, изгорена при пожара през 1571 г. Това е последното платно на тема „пиршества“, което прави Веронезе за венециански манастири. Не е напълно изяснено, какво е трябвало да изобразява първоначално – дали е Вечерята в къщата на Симон или Тайната вечеря, но след проблеми, които има с Инквизицията, по повод на "греховността" на творбата си (обвинен е в богохулство, задето я напълнил с „клоуни, пияници, германци, джуджета и подобни вулгарности“), той приема компромисното й сегашно име.
Разкошното празненство е рамкирано от големите арки на портик. На фона на изящна архитектура, фигурите от двете страни на Исус Христос пряко си взаимодействат и по поза и по жест. Всички персонажи са облечени в пищни дрехи, които не се различават от театралните венециански облекла. Композицията е изключително сложна, фигурите запълват изцяло пространството долу, а арките и сградите, които се виждат навън служат и за фон и за създаване на ефект за дълбочина. Може да се каже, че личи влияние от Пиеро дела Франческа, заради цветовете, формите и очарователното богато въображение, което влага Веронезе в декорацията. Художникът обаче избягва елементите на свръхестественост. Симетрията на композицията напомня Леонардо да Винчи и Рафаел, празничното настроение – Тициан. Въпреки влиянието на тези художници от Високия ренесанс, липсва концепцията за хуманизма, която е в неговата основа.

### Библиотека Марчана
Дървеният таван на Библиотека Марчана съдържа 21 платна, рисувани между 1556 и 1559 г. от 7 различни художници, сред които е и Паоло Веронезе. Страничните стени са също богато украсени с платна, представляващи портрети на философи. Веронезе прави тези на Платон и Аристотел.
- Национална библиотека Марчана, Венеция
- Платон
- Аристотел

### Семейството на Дарий пред Александър
Героите в тази древна история са нарисувани за двореца на семейство Пизани. Композицията отново е многофигурна, а архитектурата – детайлна и завладяваща. Има много анахронизми, като великолепните, но традиционни за Италия романски доспехи на войните и модерното облекло на хората. Моментът илюстрира най-вече великодушието на Александър Велики. Побеждил персийския цар Дарий III, той пощадява него и семейството му (в действителност само семейството е пленено и с него Александър се отнася милостиво и с уважение, а самият шахиншах се оттегля в източните сатрапии на империята си, където е убит от своя приближен Бес, с намерението да узурпира трона, и според легендата е открит издъхващ или току-що умрял от македонския цар).

### Битката при Лепанто
Тази малка творба първоначално е поставена вляво от олтара в църквата "Св. Петър Мъченик"  в Мурано. Историята разказва за Битката при Лепанто на 7 октомври 1571 г. когато турският флот е победен благодарение главно на венецианските кораби. Играта на цветовете и светлината в долната част, изобразяваща самата битка е съвършена. В горната част, над завесата на облака, светиите Петър, Роко, Юстин и Марк се молят на Богородица да помогне за победата на християнската флота и тя изпраща ангел, който пуска стрели срещу турските кораби.

## За него
- Жужа Урбах. Тициан. Тинторето. Веронезе. София: Български художник, 1968, 32 стр.
- Виолета Андреева. Паоло Веронезе. София: Български художник, 1980, 108 стр.
- кол. Изкуството на италианския Ренесанс. Превод от английски Мария Донева. София: Колибри, 2007, 464 стр.
- Джансъс и Джансън. История на изкуството. Том 5. Изд. Елементи, 2008.